# Dahlia parvibracteata
Dahlia parvibracteata là một loài thực vật có hoa trong họ Cúc. Loài này được Saar & P.D.Sørensen mô tả khoa học đầu tiên năm 2000.